# Championnat d'Allemagne de football de deuxième division 1960-1961
Navigation
2. Oberliga
1959-1960 2. Oberligen
1961-1962
La 2. Oberliga 1960-1961 fut la 12e saison de 2. Oberliga (parfois également appelée II. Division), une ligue située au 2e échelon du football allemand dans certaines régions. Lors de la saison 1949-1950, seule l'Ouest de l'Allemagne (Land de Rhénanie du Nord-Wesphalie) disposait d'une 2. Oberliga à deux sous-groupes. La compétition passera à un format à un groupe unique à partir de la saison 1952-1953. L'Allemagne du Sud (Länder de Hesse, Bade-Wurtemberg et Bavière) suit le mouvement et introduit sa propre 2. Oberliga pour la saison 1950-1951, et l'Allemagne du Sud-Ouest (Land de Rhénanie-Palatinat et protectorat puis Land de Sarre) suivra la saison suivante. En Allemagne du Nord (Länder de Basse-Saxe et de Schleswig-Holstein ainsi que villes libres de Hambourg et Brême), et à Berlin-Ouest, ce sont les Amateurligen qui jouaient le rôle de 2de division.

## 2. Oberliga West
Le 2. Oberliga West 1960-1961 fut une ligue située au 2e niveau de la hiérarchie du football ouest-allemand.
Ce fut la 12e édition de cette ligue qui couvrait le même territoire que l'Oberliga West, c'est-à-dire le Land de Rhénanie du Nord-Wesphalie, donc les clubs affiliés à une des trois fédérations composant la Westdeutscher Fußball-und Leichtathletikverband (WFLV).
Les deux premiers furent promus en Oberliga West pour la saison suivante.

### Compétition

#### Légende
| Légende       |                                                                    |
| C             | Champion 2. Liga West & promu en Oberliga West la saison suivante. |
| P             | promu en Oberliga West la saison suivante.                         |
| R             | relégué vers les séries de Verbandsliga pour la saison suivante.   |
| en diminution | club relégué de l'Oberliga West depuis la saison précédente        |

#### Classement
|   |    |                            | M  | G  | N  | P  | +  | -   | Avg  | Pts |
| - | -- | -------------------------- | -- | -- | -- | -- | -- | --- | ---- | --- |
| C | 1  | Schwarz-Weiss Essen        | 30 | 21 | 4  | 5  | 81 | 36  | 2,25 | 46  |
| P | 2  | Fortuna Düsseldorf         | 30 | 20 | 4  | 6  | 85 | 42  | 2,02 | 44  |
|   | 3  | SV Bayer 04 Leverkusen     | 30 | 17 | 6  | 7  | 60 | 36  | 1,67 | 40  |
|   | 4  | SG Eintracht Gelsenkirchen | 30 | 15 | 7  | 8  | 60 | 41  | 1,46 | 37  |
|   | 5  | SpVgg Herten 07/12         | 30 | 15 | 5  | 10 | 60 | 36  | 1,67 | 35  |
|   | 6  | STV Horst-Emscher          | 30 | 12 | 10 | 8  | 57 | 46  | 1,24 | 34  |
|   | 7  | TuS Duisburg 48/99         | 30 | 14 | 5  | 11 | 57 | 54  | 1,06 | 33  |
|   | 8  | Sportfreunde Gladbeck      | 30 | 13 | 6  | 11 | 60 | 54  | 1,11 | 32  |
|   | 9  | Wuppertaler SV             | 30 | 12 | 7  | 11 | 65 | 47  | 1,38 | 31  |
|   | 10 | Bonner FV 01               | 30 | 10 | 9  | 11 | 52 | 50  | 1,04 | 29  |
|   | 11 | VfL Benrath                | 30 | 11 | 4  | 15 | 50 | 62  | 0,81 | 26  |
|   | 12 | SpVgg Erkenschwick         | 30 | 9  | 4  | 17 | 38 | 59  | 0,64 | 22  |
|   | 13 | VfB Bottrop                | 30 | 5  | 11 | 14 | 37 | 59  | 0,63 | 21  |
|   | 14 | Dortmunder SC 95           | 30 | 7  | 7  | 16 | 43 | 73  | 0,59 | 21  |
| R | 15 | SSV Hagen                  | 30 | 7  | 6  | 17 | 42 | 83  | 0,51 | 20  |
| R | 16 | BV Osterfeld               | 30 | 3  | 3  | 24 | 37 | 109 | 0,34 | 9   |

### Relégués d'Oberliga
À la fin de cette saison, les équipes qui descendirent d'Oberliga West furent:
- Rot-Weiss Essen
- VfL Bochum

### Montants des séries inférieures
À la fin de cette saison, les deux derniers classés furent relégués vers les séries de Verbandsligen et remplacés par:
- SV Neukirchen 21
- Sportfreunde Siegen

#### Résultats du tour final des Verbandsligen
| Légende |                                                     |
| P       | club promu en 2. Oberliga West, la saison suivante. |

Le tour final concerna les trois champions des Verbandsligen ("Mittelrhein", "Niederrhein" et "Westfalen"). 
- Tour final:

|   |   |                          | M | G | N | P | + | - | Avg  | Pts |
| - | - | ------------------------ | - | - | - | - | - | - | ---- | --- |
|   | 1 | Siegburger SV 04         | 2 | 2 | 0 | 0 | 6 | 0 | 6,00 | 4   |
| P | 2 | SV Neukirchen 21         | 2 | 1 | 0 | 1 | 2 | 4 | 0,50 | 2   |
|   | 3 | SV Germania Datteln 1916 | 2 | 0 | 0 | 2 | 1 | 5 | 0,20 | 0   |

Le Siegburger SV 04 et le SV Germania Datteln 1916 renoncèrent à la promotion. Le Sportfreunde Siegen, vice-champion de la Verbandsliga Westfalen fut le 2e montant.

## 2. Oberliga Südwest
Le 2. Oberliga Südwest 1960-1961 fut une ligue située au 2e niveau de la hiérarchie du football ouest-allemand.
Ce fut la 10e édition de cette ligue qui couvrait le même territoire que l'Oberliga Südwest, c'est-à-dire les Länder de Sarre et de Rhénanie-Palatinat, donc pour les clubs affiliés à la Fußball-Regional-Verband Südwest (FRVS).
Les deux premiers classés furent promus en Oberliga Südwest pour la saison suivante.

### Compétition

#### Légende
| Légende         |                                                                          |
| C               | Champion 2. Liga Südwest & promu en Oberliga Südwest la saison suivante. |
| P               | promu en Oberliga Südwest la saison suivante                             |
| R               | Relégué en vers les séries inférieures en vue de la saison suivante      |
| en diminution   | club relégué de l'Oberliga Südwest depuis la saison précédente           |
| en augmentation | club promu des séries inférieures depuis la saison précédente.           |

#### Classement
|   |    |                        | M  | G  | N | P  | +  | -  | Avg  | Pts |
| - | -- | ---------------------- | -- | -- | - | -- | -- | -- | ---- | --- |
| C | 1  | VfR Kaiserslautern     | 30 | 19 | 7 | 4  | 71 | 36 | 1,97 | 45  |
| Q | 2  | BSC 1914 Oppau         | 30 | 19 | 6 | 5  | 71 | 37 | 1,92 | 44  |
|   | 3  | FV Speyer              | 30 | 19 | 4 | 7  | 58 | 35 | 1,66 | 42  |
|   | 4  | FC Germania Metternich | 30 | 13 | 8 | 9  | 69 | 69 | 1,00 | 34  |
|   | 5  | TSC Zweibrücken        | 30 | 13 | 7 | 10 | 60 | 43 | 1,40 | 33  |
|   | 6  | SV St. Ingbert         | 30 | 13 | 7 | 10 | 54 | 47 | 1,15 | 33  |
|   | 7  | BFV Hassia Bingen      | 30 | 14 | 4 | 12 | 64 | 66 | 0,97 | 32  |
|   | 8  | FSV Schifferstadt      | 30 | 12 | 7 | 11 | 55 | 50 | 1,10 | 31  |
|   | 9  | SC Friedrichsthal      | 30 | 13 | 4 | 13 | 65 | 55 | 1,18 | 30  |
|   | 10 | SpVgg Weisenau         | 30 | 12 | 5 | 13 | 54 | 65 | 0,82 | 29  |
|   | 11 | ASC Dudweiler          | 30 | 11 | 4 | 15 | 52 | 56 | 0,93 | 26  |
|   | 12 | FV Engers 07           | 30 | 9  | 8 | 13 | 50 | 56 | 0,89 | 26  |
|   | 13 | SV Ludweiler-Warndt    | 30 | 8  | 7 | 15 | 53 | 61 | 0,87 | 23  |
|   | 14 | VfB Theley             | 30 | 8  | 5 | 17 | 50 | 83 | 0,60 | 21  |
| R | 15 | SpVgg Andernach        | 30 | 6  | 5 | 19 | 40 | 75 | 0,53 | 17  |
| R | 16 | SC Viktoria Sulzbach   | 30 | 5  | 4 | 21 | 44 | 76 | 0,58 | 14  |

### Relégués de l'Oberliga Südwest
En fin de saison, les deux clubs suivants furent relégués depuis l'Oberliga Südwest:
- VfR Frankenthal
- SV Niederlahnstein

### Montants des séries inférieures
Les deux derniers classés furent relégués vers les séries inférieures et, en vue de la saison suivante, furent remplacées par:
- 1. FC Sobernheim
- SV 06 Völklingen

#### Résultats du tour final des Amateurligen
| Légende |                                                   |
| P       | Promu en 2. Oberliga Südwest, la saison suivante. |

Suite à l'égalité, un barrage fut organisé, à Homburg afin de désigner le qualifié pour le Championnat d'Allemagne Amateur. Sobernheim remporta (3-2), ce match d'appui.
|   |   |                  | M | G | N | P | +  | -  | Avg  | Pts |
| - | - | ---------------- | - | - | - | - | -- | -- | ---- | --- |
| P | 1 | SV 06 Völklingen | 4 | 2 | 1 | 1 | 11 | 2  | 5,50 | 5   |
| P | 2 | 1. FC Sobernheim | 4 | 2 | 1 | 1 | 5  | 4  | 1,25 | 5   |
|   | 3 | SV Ehrang        | 4 | 1 | 0 | 3 | 3  | 13 | 0,23 | 2   |

## 2. Oberliga Süd
Pour un article plus général, voir Zweite Oberliga Sud (1950-1963).
Le 2. Oberliga Süd 1960-1961 fut une ligue située au 2e niveau de la hiérarchie du football ouest-allemand.
Ce fut la 11e édition de cette ligue qui couvrait le même territoire que l'Oberliga Süd, c'est-à-dire les Länder de Bade-Wurtemberg, de Bavière et de Hesse.
Les deux premiers classés furent promus en Oberliga Süd pour la saison suivante.

### Compétition

#### Légende
| Légende         |                                                                        |
| C               | Champion 2. Liga Süd & promu en Oberliga Süd la saison suivante.       |
| P               | promu en Oberliga Süd la saison suivante                               |
| R               | Relégué vers les séries de 1. Amateurliga en vue de la saison suivante |
| en diminution   | club relégué de l'Oberliga Süd depuis la saison précédente             |
| en augmentation | club promu des séries de 1. Amateurliga depuis la saison précédente    |

#### Classement
|   |    |                           | M  | G  | N  | P  | +  | -  | Avg  | Pts |
| - | -- | ------------------------- | -- | -- | -- | -- | -- | -- | ---- | --- |
| C | 1  | BC Augsburg               | 34 | 20 | 9  | 5  | 86 | 46 | 1,87 | 49  |
| P | 2  | TSV Schwaben Augsburg     | 34 | 21 | 4  | 9  | 98 | 56 | 1,75 | 46  |
|   | 3  | SV Viktoria Aschaffenburg | 34 | 18 | 8  | 8  | 69 | 48 | 1,44 | 44  |
|   | 4  | KSV Hessen Kassel         | 34 | 16 | 7  | 11 | 77 | 54 | 1,43 | 39  |
|   | 5  | SV Wiesbaden              | 34 | 18 | 3  | 13 | 58 | 48 | 1,21 | 39  |
|   | 6  | Freiburger FC             | 34 | 14 | 8  | 12 | 72 | 63 | 1,14 | 36  |
|   | 7  | SpVgg 03 Neu-Isenburg     | 34 | 14 | 5  | 15 | 59 | 61 | 0,97 | 33  |
|   | 8  | SV Stuttgarter Kickers    | 34 | 13 | 7  | 14 | 64 | 69 | 0,93 | 33  |
|   | 9  | SC Borussia 04 Fulda      | 34 | 11 | 11 | 12 | 50 | 55 | 0,91 | 33  |
|   | 10 | VfB Hemlbrechts           | 34 | 11 | 10 | 13 | 55 | 65 | 0,84 | 32  |
|   | 11 | VfL 07 Neustadt/Coburg    | 34 | 12 | 7  | 15 | 50 | 73 | 0,68 | 31  |
|   | 12 | 1. FC Pforzheim           | 34 | 12 | 6  | 16 | 55 | 63 | 0,87 | 30  |
|   | 13 | FC Singen 04              | 34 | 11 | 7  | 16 | 52 | 64 | 0,81 | 29  |
|   | 14 | SpVgg Bayreuth            | 34 | 11 | 6  | 17 | 53 | 59 | 0,90 | 28  |
|   | 15 | SpVgg Amicitia Viernheim  | 34 | 11 | 6  | 17 | 69 | 82 | 0,84 | 28  |
|   | 16 | ASV Cham                  | 34 | 11 | 6  | 17 | 59 | 77 | 0,77 | 28  |
| R | 17 | TSV 1861 Straubing        | 34 | 11 | 5  | 18 | 50 | 70 | 0,71 | 27  |
| R | 18 | SV Darmstadt 98           | 34 | 10 | 7  | 17 | 40 | 63 | 0,63 | 27  |

### Relégués d'Oberliga
À la fin de cette saison, les clubs qui descendirent d'Oberliga Süd furent:
- TSG 1846 Ulm
- SSV Jahn Regensburg

### Montants des séries inférieures
En vue de la saison suivante, les deux derniers classés de 2. Liga Süd furent relégués vers les séries d'Amateurliga et remplacés par :
- 1. FC Hassfurt
- FC Hanau 93

#### Résultats du tour final des Amateurligen
| Légende       |                                                           |
| P             | club promu en 2. Oberliga Süd, la saison suivante.        |
| en diminution | club relégué de la 2. Oberliga Süd, la saison précédente. |

Le tour final concerna les champions des cinq Amateurligen ("Baden", "Bayern", "Hessen", "Südbaden", "Württemberg") et les vice-champions des Amateurligen  "Bayern", "Hessen" et "Württemberg".
Le 1. FC Hassfurt causa la surprise. Dans un premier temps, la Fédération considéra qu'une localité de seulement 6.800 habitants ne pouvaient répondre aux conditions économiques pour monter au 2e niveau. Un match d'appui fut organisé entre Offenburg et Schwenningen, pour désigner le 2e montant. Mais finalement, le 1. FC Hassfurt apporta les garanties suffisantes et fut autorisé à monter.
- Tour final, Groupe 1

|   |   |                               | M | G | N | P | +  | -    | Avg  | Pts |
| - | - | ----------------------------- | - | - | - | - | -- | ---- | ---- | --- |
| P | 1 | 1. FC Hassfurt                | 6 | 4 | 2 | 0 | 23 | 9    | 2,56 | 10  |
|   | 2 | TSV Heusenstamm               | 6 | 2 | 2 | 2 | 13 | 16   | 0,81 | 6   |
|   | 3 | Offenburger FV                | 6 | 1 | 3 | 2 | 9  | 11   | 0,82 | 5   |
|   | 4 | 1. FV Salamander Kornwestheim | 6 | 1 | 1 | 5 | 14 | 0,36 | 3    |     |

- Tour final, Groupe 2

|   |   |                           | M | G | N | P | +  | -  | Avg  | Pts |
| - | - | ------------------------- | - | - | - | - | -- | -- | ---- | --- |
| P | 1 | FC Hanau 93               | 6 | 5 | 0 | 1 | 20 | 12 | 1,67 | 10  |
|   | 2 | SC Schwenningen           | 6 | 4 | 0 | 2 | 25 | 13 | 1,92 | 8   |
|   | 3 | TSV 1860 München Amateure | 6 | 1 | 1 | 4 | 15 | 23 | 0,65 | 3   |
|   | 4 | SV Sandhausen             | 6 | 1 | 1 | 4 | 18 | 30 | 0,60 | 3   |